# Hydrophis elegans
Hydrophis elegans är en ormart som beskrevs av Gray 1842. Hydrophis elegans ingår i släktet Hydrophis och familjen giftsnokar och underfamiljen havsormar. Inga underarter finns listade i Catalogue of Life.
Arten förekommer i havet kring norra Australien, Nya Guinea, Timor och flera mindre öar i regionen. Den dyker till ett djup av 110 meter. Havets grund kan vara sand, slam, korallrev eller områden med sjögräs. Några exemplar simmar till sötvatten i angränsande floder. Födan utgörs av fiskar och bläckfiskar. Honor lägger inga ägg utan de föder cirka 12 till 13 ungar per tillfälle vad som sker vartannat eller vart tredje år. Äldre honor föder flest ungar. Vuxna honor är 1,1 till 2,0 meter långa när de blir könsmogna.
Flera individer dör som bifångst under fiske. Hela populationen anses fortfarande vara stabil. IUCN kategoriserar arten globalt som livskraftig.